# Гравитација (филм)
Гравитација (енгл. Gravity) америчко–британска је филмска драма са елементима психолошког трилера, коју је режирао Алфонсо Куарон, а чија је светска премијера била одржана на Филмском фестивалу у Венецији 2013. године. Куарон је такође сценариста, продуцент и монтажер филма. У главној улози је Сандра Булок, која је једина протагонисткиња у последњих шездесет минута филма. Булокова, најплаћенија глумица 2012, изабрана је након вишемесечног трагања за главном глумицом. Захваљујући улози у Гравитацији, глумица је чак 2013. и 2014. године задржала прво место на листи најплаћенијих у Холивуду, са зарадом од 51 милион долара.
Гравитација је дугоочекивани високобуџетни пројекат, који је најављиван као врхунско остварење о борби за живот по сваку цену, чак и када тај живот постане горак и бесмислен. Поред тога, сматра се да је технички и визуелно најсавременији филм снимљен до 2013. године, и да гледаоцима пружа осећај као да су заиста у свемиру. Са оценом 8,4 на филмском интернет–порталу IMDb то је најбоље оцењени филм у каријери Булокове, а по мишљењу критичара, експерата и уредника филмских портала и магазина то је најбољи филм 2013. године. Са зарадом од преко 723 милиона долара, филм је постао осми најуспешнији филм из 2013. године.
Филм је награђен са седам Оскара (од десет номинација), и то са шест у техничким категоријама, као и Оскаром за најбољег редитеља. Међутим, Оскара за најбољи филм 2013. године добила је драма 12 година ропства, док је Оскар за најбољу главну глумицу, уместо Булоковој, отишао у руке Кејт Бланчет, за улогу у филму Несрећна Џасмин.

## Радња
Гравитација је прича о астронауткињи и стручњаку за свемирске бродове Рајан Стоун чији је брод погодио остатак астероида и опасно га оштетио. Иако нема разлога да се врати на Земљу (ћерка јој је погинула), она се очајнички бори да преживи. Шансе за то су мале будући да јој једино преостаје да у свом астронаутском оделу плови свемиром, док јој кисеоника понестаје.

## Глумци и ликови
У филму се појављују само Булокова и Клуни, а поред њих се чују два гласа посаде свемирских станица. Џорџ Клуни се појављује током првих тридесет минута филма, након чега је, током наредних деведесет минута, у кадру једино Сандра Булок.
| Глумац             | Улога                     |
| ------------------ | ------------------------- |
| Сандра Булок       | астронаут Рајан Стоун     |
| Џорџ Клуни         | Мет Ковалски              |
| Башер Севиџ (глас) | капетан свемирске станице |
| Ед Харис (глас)    | Хјустон                   |

## Продукција
Куарон је написао сценарио за филм заједно са својим сином, Хонасом Куароном. Планирано је да филм буде снимљен под покровитељством студија Јуниверзал пикчерс (Universal Pictures), где је годинама имао статус пројекта у настајању. Ворнер брадерс (Warner Bros) се нагло заинтересовао за филм и откупио пројекат, за чије је снимање издвојио чак осамдесет милиона долара.
Редитељ је почетком 2012. открио да ће филм чинити велики број дугих кадрова – у филму их има укупно само 156, а први ће трајати пуних седамнаест минута. Гравитација није снимљена у 3D формату, већ конвертована у 3D. Цео филм је снимљен дигитално, у лондонском студију Шепертон (Shepperton Studios) у мају 2011.
Пошто је Клуни признао да је забринут како ће изгледати у крупним кадровима, и то у 3D формату, Булокова је открила одакле његов страх. Глумица је обелоданила да им је током снимања било забрањено да на лице ставе грам шминке: „Ах, Хорхе... Џорџи. Нека вам је Бог у помоћи када моје ненашминкано лице појури на вас у крупном кадру! Унапред вам се извињавам.“

### Кастинг
Главна улога је најпре била понуђена Анџелини Џоли, која није била много заинтересована за пројекат, будући да је снимала ратну љубавну драму У земљи крви и меда. Када је коначно пристала, али затраживши двадесет милиона долара за улогу, студио је одустао од преговора са њом. Следећа којој је била понуђена улога била је Натали Портман, која није могла да је прихвати због других пројеката.
Продуценти су се коначно обратили Булоковој, тада највећој филмској звезди и најскупљој глумици на свету, која је пристала да игра Рајан Стоун. Сандра је за улогу добила 25 милиона долара – пет милиона више од суме коју је тражила Анђелина. Џолијева за филм узме десет до петнаест милиона, док је Булокова 2009. године зарадила чак 56 милиона долара. Глумице које су биле разматране за улогу у случају да је Сандра одбије, биле су Рејчел Вајс, Марион Котијар, Наоми Вотс, Скарлет Џохансон, Блејк Лајвли, Оливија Вајлд, Сијена Милер, Кери Малиган, Аби Корниш и Ребека Хол.
Иако је Роберт Дауни млађи био ангажован за споредну улогу још пре него што је изабрана глумица, морао је да напусти филм због других планова. На његово место дошао је Клуни.
Са развојем Гравитације, јавиле су се примедбе на одабир жене за протагонисту научно-фантастичног филма. Куарон је бранио свој избор Булокове, рекавши да су му се када је завршио сценарио, „сходно чињеници да у Холивуду постоји уврежено мишљење да је научна-фантастика за момке, јавили гласови да ангажује мушкарца, али срећом, нису били довољно јаки.“ Изузеци од ове предрасуде су Елен Рипли (Сигорни Вивер) у Осмом путнику и Сара Конор (Линда Хамилтон) у Терминатору.

### Премијера и пројекције
Требало је да филм у америчке биоскопе изађе 21. новембра 2012. године. Средином 2012. обављено је да је излазак филма у биоскопе одложен за 2013. годину, а премијерно приказивање у Сједињеним Државама заказано је за 4. октобар 2013. године. Дан пре америчке премијере, филм ће бити приказан у биоскопима у Италији, Немачкој, Русији, Шпанији, Аустралији и Холандији. Две недеље после америчке премијере, 18. октобра, Гравитација ће бити пуштена у биоскопима у Уједињеном Краљевству, Грчкој, Француској, Бразилу и другим земљама. Прво приказивање филма је пак одржано 28. августа на Филмском фестивалу у Венецији, а друго почетком септембра, на Филмском фестивалу у Торонту.
Права за приказивање филма у Србији су откупљена након Венецијанског филмског фестивала, те је филм премијерно приказан 3. октобра у Београду.

## Критике
Многи су Куарону замерили што је за улоге у некомерцијалном, готово авангардном филму, изабрао највећу мушку и највећу женску филмску звезду на свету. Многи критичари сматрају да је једну Сандру Булок готово немогуће замислити као астронаута, у озбиљној, не комичној улози, и да је на њеном месту требало да буде млада и непозната, или барем не толико популарна и ангажована глумица.

### Након пробног приказивања
Филм је први пут приказан 3. маја 2012, али за ограничен број људи. Доста кадрова није било прилагођено тродимензионалној пројекцији, а неки чак нису били ни завршени. Коментари новинара су били позитивни. Сви су се сложили да је цео филм изнела Сандра. Наиме, Џорџ Клуни се у филму појављује само током првих пола сата, где је духовит и забаван, те филму даје благо комичну ноту. Наредних, озбиљнијих и напетих, деведесет минута се приказује искључиво Булокова – њена агонија и жеља за животом у свемирском пространству.
Колумниста Film Experience–а је написао да је филм ремек–дело, и да ће поделити публику. Предвиђа још и да ће бити номинован за Оскара у категоријама: најбољи филм, најбољи редитељ, најбоља камера, најбољи визуелни ефекти, најбоља монтажа и најбоља главна глумица.
Филмски интернет портал RopeOfSilicon ставио је Гравитацију на друго место листе најишчекиванијих филмова 2012/2013. године — после филма Ђангова освета (Django Unchained).

### Након премијере
Филм је 28. августа отворио Филмски фестивал у Венецији 2013. године, што је уједно била и светска премијера. По први пут у историји, фестивал је отворен 3D остварењем. Истовремено је наишао на одличан пријем код критике и италијанске публике. За филм се писало да је запањујући, маестралан, да оставља без даха, да помера границе и пише нову историју кинематографије. Нарочито је похваљен редитељ, Лубецки за рад са камером и Булокова за изванредно портретисање жене која се бори за властити живот. Холивуд рипортер (Hollywood Reporter) се посебно осврнуо на визуелни доживљај, написавши да је Гравитација један од најлепших филмова икада снимљених. Варајети (Variety) је објавио чланак о филму, хвалећи Куарона за пружање реалистичног и моћног осећаја плутања у свемиру. Нагласили су да ће гледаоци готово почињати да се гуше, гледајући Булокову како остаје без ваздуха. Написали су још и да је филм слободно могао бити насловљен као „Плес са звездама.“ Поред дугих кадрова по којима је Куарон познат, похваљени су и визуелни ефекти, за које се тврдило да су тада најсавременији до сада примењени у филмској индустрији.
Сандра Булок је за улогу у филму Гравитација добила највеће похвале у целокупној својој каријери. Неки су портрет докторке Рајан Стоун назвали њеном животном улогом. Варајети је написао да „док Булокова урања у улогу са великом дозом озбиљности и достојанства, и док тактично и суптилно наговештава болне ожиљке из докторкине прошлости, она лако осваја екран и сама износи цео филм као представу о једној жени.“ Хафингтон пост (Huffington Post) је рекао да је Гравитација маестралан филм који је цео у служби Сандре Булок, која даје једно од најбољих извођења у својој каријери.

## Научна утемељеност
Куарон је изјавио да Гравитација није увек научно прецизна и да су биле потребне извесне слободе да би се прича одржала. Филм је похваљен због реализма његових премиса и целокупног придржавања принципа физике, иако је ипак примећено неколико нетачности и претеривања. Судећи према изјави астронаута НАСА-е Мајка Масимина, који је учествовао у мисијама сервисирања Свемирског телескопа Hubble STS-109 и STS-125: „Ништа није било неумјесно, ништа није недостајало. Постојао је један специјални сјекач жица који смо користили на једном од мојих свемирских шетњи и као допринос увјерљивости они су тај секач жица имали у филму.” Астронаут Кејди Колман саветовала је Сандру Булок.
Астронаут Баз Олдрин је визуелне ефекте назвао „изванредним“ и надао се да ће филм стимулисати јавност да се поново заинтересује за свемир, после деценија све мање улагања у напредак у овој области. Додао је: „Ја сам био толико екстравагантно импресиониран приказивањем стварности нулте гравитације. Пролазак кроз простор станице је урађен на исти начин на који сам ја видио људе како то раде у стварности. Окретање се може догодити - можда не баш тако енергично - али сигурно смо били сретни да људи још нису били у тим ситуацијама. Мислим да нас филм подсјећа да стварно постоје опасности током свемирских мисија, посебно у активностима изван свемирског брода.”
Бивши астронаут НАСА Герет Рајсмен је рекао:„ Темпо и прича су дефинитивно привлачни и мислим да је то био најбољи начин употребе 3D IMAX медија до сада. Умјесто да користи медиј као трик, Гравитација то користи да дочара право окружење које је у потпуности страно већини људи. Али питање на које већина људи жели да им одговорим је, колико је то било реално? Сама чињеница да се питање постави тако озбиљно је доказ вјероватности филма. Када изађе лош филм научне фантастике, никоме не смета да ме пита да ли ме је филм подсјетио на праве догађаје.”
Астрофизичар Нил Деграс Тајсон, астроном и скептик Фил Плејт, и астронаут-ветеран НАСА-е Скот Е. Паразyнски изнели су коментаре о неким од „најупадљивијих” непрецизности у филму у односу на науку и стварност, Додали су да су без обзира на непрецизности уживали у филму. Неке од непрецизности укључују и:
- Неколико посматрача (укључујући Плејта и Тајсона) је скренуло пажњу на техничке недоследности у погледу детаља, попут начина на који је Стоун могла једноставно да привуче Ковалског ка себи, у сцени у којој Ковалски откопчава каиш и лебди у смрт како би спасио Стоун.[48]
- До тренутка када је Tianong-1 лансиран 2011. године, спејс шатл је био повучен из употребе.[49]
- Стоун је приказана да не носи специјалну одећу са воденим хлађењем као и чарапе, што се увијек носи испод ЕВА опреме како би се заштитили од екстремних температура у свемиру. Није ни приказана у свемирским пеленама.[44] За разлику од правих свемирских одела, Стоун може сама да отвори своје одело са предње стране.[50]
- Сузе др Стоун теку низ лице у микро-гравитацији, а касније се види како се одвајају од лица. Да би се сузе одвојиле од лица потребна је извјесна сила, је сузе остају на лицу због површинске напетости..[51] Међутим, филм исправно приказује сферичну природу капи течности у микрогравитацијском окружењу.[43]
- Сцена шетње свемиром је критикована као нереална. Шетње NASA-е свемиром су стриктно унапред припремљене, што није одражено у филмском приказу.[52]
- Свемирски телескоп Hubble, који се поправља на почетку филма, има надморску висину од око 559 km и орбитални нагиб од 28,5 степени. ИСС (Међународна свемирска станица) има надморску висину од око 420 км и орбитални нагиб од 51.65 степени. Значајне разлике између орбиталних параметара онемогућиле би да се путује између две свемирске летелице без прецизне припреме, планирања, прорачуна, одговарајуће технологије и велике количине горива.[43][44][53]

## Одабране награде и номинације
Филм је освојио 98 награда, укључујући 3 Сателит и 3 Сатурн награде и додатних 174 номинације.
| Награде и номинације             | Награде и номинације        | Награде и номинације                        | Награде и номинације |
| Фестивал/Награда                 | Категорија                  | Номиновани                                  | Освојио              |
| -------------------------------- | --------------------------- | ------------------------------------------- | -------------------- |
| Филмски фестивал у Венецији      | Филм будућности             | Алфонсо Куарон                              | Да                   |
| Холивудски филмски фестивал      | Најбоља главна глумица      | Сандра Булок                                | Да                   |
| Филмски фестивал у Палм Спрингсу | Најбоља главна глумица      | Сандра Булок                                | Да                   |
| Амерички филмски институт        | Најбољи филм                |                                             | Да                   |
| IMDb                             | Најбољи филм године         |                                             | Да                   |
| Златни глобус                    | Најбољи играни филм         | Алфонсо Куарон                              | Не                   |
| Златни глобус                    | Најбољи редитељ             | Алфонсо Куарон                              | Да                   |
| Златни глобус                    | Најбоља главна глумица      | Сандра Булок                                | Не                   |
| Златни глобус                    | Најбоља музика              | Стивен Прајс                                | Не                   |
| BAFTA                            | Најбољи филм                | Алфонсо Куарон, Дејвид Хејман, Хонас Куарон | Не                   |
| BAFTA                            | Најбољи британски филм      | Алфонсо Куарон, Дејвид Хејман, Хонас Куарон | Да                   |
| BAFTA                            | Најбољи редитељ             | Алфонсо Куарон                              | Да                   |
| BAFTA                            | Најбоља главна глумица      | Сандра Булок                                | Не                   |
| BAFTA                            | Најбољи оригинални сценарио | Алфонсо Куарон, Хонас Куарон                | Не                   |
| BAFTA                            | Најбоља музика              | Стивен Прајс                                | Да                   |
| BAFTA                            | Најбоља камера              | Емануел Лубецки                             | Да                   |
| BAFTA                            | Најбољи визуелни ефекти     | Тим Вебер, Крис Лоренс                      | Да                   |
| BAFTA                            | Најбоља монтажа             | Алфонсо Куарон, Марк Сангер                 | Не                   |
| BAFTA                            | Најбоља сценографија        | Енди Николсон                               | Не                   |
| BAFTA                            | Најбољи звук                | Глен Фриментл                               | Да                   |
| Оскар                            | Најбољи филм                | Алфонсо Куарон и Дејвид Хејман              | Не                   |
| Оскар                            | Најбољи режисер             | Алфонсо Куарон                              | Да                   |
| Оскар                            | Најбоља главна глумица      | Сандра Булок                                | Не                   |
| Оскар                            | Најбоља камера              | Емануел Лубецки                             | Да                   |
| Оскар                            | Најбоља сценографија        | Енди Николсон                               | Не                   |
| Оскар                            | Најбоља монтажа             | Алфонсо Куарон и Марк Сангер                | Не                   |
| Оскар                            | Најбољи визуелни ефекти     | Тим Вебер                                   | Да                   |
| Оскар                            | Најбоља музика              | Стивен Прајс                                | Да                   |
| Оскар                            | Најбоља монтажа звука       | Глен Фриментл                               | Да                   |
| Оскар                            | Најбољи микс звука          | Скип Лајвсеј                                | Да                   |